# Торрес, Ричард
Ричард Торрес младший (англ. Richard Torrez Jr.; род. 1 июня 1999, Туларе, округ Туларе, Калифорния, США) — американский боксёр-профессионал, выступающий в тяжёлой весовой категории. Член национальной сборной США (2010-х—2020-х годах), серебряный призёр Олимпийских игр 2020 года, бронзовый призёр Панамериканских игр (2019), бронзовый призёр чемпионата мира среди молодёжи (2016), победитель национального турнира «Золотые перчатки» (2017), многократный чемпион США, победитель и призёр международных и национальных турниров в любителях. Среди профессионалов чемпион Северной Америки среди юниоров в тяжёлом весе (2024— н.в), чемпион Северной Америки по версии IBF (2025— н.в.), чемпион WBO NABO (2025 — н.в), чемпион Северной Америки (2025— н.в).
Лучшая позиция по рейтингу BoxRec — 17-я (апрель 2025) и является 2-м среди американских боксёров тяжёлой весовой категории, — входя в ТОП-20 лучших тяжеловесов всего мира.

## Биография
Ричард Торрес младший родился 1 июня 1999 года в городе Туларе округа Туларе штата Калифорния, в США.
Его дед и отец были боксёрами, а отец дошёл до четвертьфинала в отборочных соревнованиях за право попадания в сборную США для участия в Олимпийских играх 1984 года, которые проходили в Лос-Анджелесе, в США.

## Любительская карьера
В ноябре 2016 года в Санкт-Петербурге (Россия) стал бронзовым призёром чемпионата мира среди молодёжи в весе свыше 91 кг. Где он в четвертьфинале по очкам победил итальянца Азиза Аббеса Мухийдина, но в полуфинале проиграл австралийцу Джастису Хани.
В мае 2017 года стал чемпионом престижного национального турнира «Золотые перчатки», где в четвертьфинале победил молодого Джареда Андерсона — который сегодня считается перспективным  боксёром-профессионалом.
В июне 2018 года стал победителем престижного международного турнира по боксу Chemistry Cup проходящем в немецком Галле, где он в финале по очкам победил опытного кубинца Хосе Лардуэта.
В феврале 2019 года стал победителем в весе свыше 91 кг на представительном международном турнире «Странджа» проходившем в Софии (Болгария), в полуфинале победив азербайджанца Мухаммада Абдуллаева, а в финале победив болгарина Петара Белберова.
В июле 2019 года в Лиме (Перу) стал бронзовым призёром Панамериканских игр в весе свыше 91 кг, в полуфинале проиграв кубинцу Дайньеру Перо — который в итоге стал чемпионом Панамериканских игр 2019 года.

### Чемпионат мира 2019 года
В сентябре 2019 года принимал участие на чемпионате мира в Екатеринбурге (Россия), на котором в категории свыше 91 кг, в 1/8 финала досрочно техническим нокаутом в 1-м раунде победил хорвата Марко Милуна, но в четвертьфинале досрочно нокаутом в 1-м раунде проиграл боксёру из Узбекистана Баходиру Жалолову — который в итоге стал чемпионом мира 2019 года.

### Олимпийские игры 2020 года
В 2021 году прошёл квалификацию на Олимпийские игры 2020 года, и в июле 2021 года стал участником Олимпийских игр в Токио. Где в четвертьфинале по очкам решением большинства судей (счёт: 4:1) победил кубинца Дайньера Перо, в полуфинале игр победил нокаутом казаха Камшыбека Кункабаева, но в финале по очкам проиграл узбеку Баходиру Жалолову.

## Профессиональная карьера
В конце 2021 года он подписал контракт с топовой американской промоутерской компанией Top Rank Боба Арума. И 4 марта 2022 года, во Фресно (США) дебютировал на профессиональном ринге, досрочно нокаутом во 2-м раунде победив своего соотечественника Аллена Мелсона (6-3).
15 июля 2022 года в городе Темекьюла, штат Калифорния (США) нокаутировал в первом раунде Роберто Завалу (2-1-1, 2 КО).
27 августа 2022 года андеркарде боя Педраса - Комми победил нокаутом в первом раунде мексиканца Марко Антонио Канедо (4-2).
29 октября 2022 года в Нью-Йорке (США), в 6-ти раундовом бою досрочно техническим нокаутом в 3-м раунде победил опытного египетского боксёра Ахмеда Хефни (13-2, 5 КО).
3 февраля 2023 года в Глендейле (США), досрочно путём отказа противника от продолжения боя после 1-го раунда победил опытного соотечественника Джеймса Брайанта (6-2, 4 КО).
12 августа 2023 года в Глендейл (США) в андеркарде боя Эммануэль Наваррете - Оскар Вальдес победил нокаутом в первом раунде 40-летнего Уилли Джейка мл. (11-3-2). 

#### Бой с Энтони Херндоном
14 октября в андеркарде вечера бокса Жанибек Алимханулы - Винченцо Гуальтьери встретился с крепким 36-летним Тирреллом Энтони Хэрндоном (21-4, 14 КО) который шел на серии 9-0. Манёвренный, быстрый Торрес в первом раунде быстро загнал Хэрндона к канатам. Хэрдон старался клинчевать, чтобы сдержать Торреса на что Ричард отвечал серией апперкотов. В конце первого раунда Ричард чуть не уронил оппонента. Не имея возможности сдерживать быстрый и плотный бой Хэрндон упал в нокдаун во втором раунде от левого прямого. Он попытался продолжить бой, но рефери остановил поединок.

#### Бой с Кертисом Харпером
9 декабря 2023 года в Пемброк-Пайнс (Флорида, США) в вечере Боба Арума встретился с известным джорнимэном Кертисом Харпером (14-10). Главным боем вечера шла встреча Робейси Рамирес - Рафаэлья Эспинозы за титул WBO. 
С первого раунда Торрес в своей агрессивной манере бросился на более тяжелого и возрастного оппонента. Особенно активен Торрес был когда получалось Харпера зажать в углу. Торрес доминировал, выбрасывал огромное количество ударов, часто попадал, но Харпер выдерживал. Только под конец заключительного, 8-го раунда Торрес провел затяжную атаку, пару раз тяжело попал и рефери всё же вмешался и остановил бой. Торрес первый раз провел 8-ми раундовую дистанцию.

#### Бой с Доном Хэйнсвортом
29 марта 2024 года в Глэндейле (Аризона, США) в вечере промоутера Боба Арума в стартовом раунде нокаутировал возрастного джорнимэна Дона Хэйнсворта (18-8-1,16 КО). Торрес сразу же бросился в атаку на 41-летнего оппонента который наскоки Торреса отражал блоком лишь изредка выбрасывая одиночные удары. За минуту до конца стартового раунда Торресу удалось провести затяжную серию попаданий по оппоненту и рефери остановил бой. Соперник не возражал. 

#### Бой с Брендоном Муром
18 мая 2024 года в Сан-Диего (Калифорния, США) в андеркарде боя Беринчик - Наваррете встретился с небитым проспектом Брендоном Муром (14-0, 8 КО). Торрес традиционно работал агрессивным первым номером, постоянно шел вперед и выбрасывал много ударов. В 1-м раунде Брендон Мур уходил от атак и не ввязывался в рубку работая на дистанции джебом так как имел преимущество в росте и размахе рук. Со второго раунда стало ясно, что давление которое постоянно оказывает Торрес работает - он стал чаще попадать, а Мур снизил активность и пропускает наскоки соперника. В начале 5-го раунда Мур пропускает короткий правый Торреса и после добивающей серии падает в нокдаун. Он поднялся на ноги и продолжил, но в следующей серии попаданий от Торреса рефери останавливает бой.

#### Бой с Джоуи Давейко
20 сентября 2024 года в Глендейл (Аризона, США) в андеркарде боя - возращения Хайме Мунгии прошёл поединок с опытнейшим филадельфийским гейткипером Джоуи Давейко (28-11-4, 16 КО). С первых секунд раунда агрессивно пошел вперед работая джебом. Торрес полагается на хороший футворк, смещения и работу по этажам. Давейко хоть и пассивен, но собран периодически отвечая одиночными ударами. В третьем раунде Джоуи первый раз потерял капу. Статистика донесённых ударов после 3-х раундов составляла 38 против 8 в пользу фаворита Торреса. В 4-м раунде Ричарду удается два хороших момента с попаданиями и Давейко два раза теряет капу, после чего рефери делает первое предупреждение. Ситуация с капой повторяется и рефери штрафует Давейко. Ещё одна потеря капы - снимается ещё одно очко. Таким образом 4-й раунд уходит Торресу со сетом: 10—7. В пятом отрезке Давейко критически устал, начал пропускать, за минуту до конца раунда снова потерял капу и рефери снимает его с боя. Победа DQ5.
Бой с Исааком Муньосом
7 декабря в Финиксе (Аризона, США) встретился с первым номером рейтинга мексиканских супертяжеловесов Исааком Муньосом (18-1-1,15 КО). Торрес сразу пошел вперёд на более тяжелого оппонента поддавливая и выбрасывая большое количество ударов. Прессинг Торреса даёт ему выгодно смотреться в глазах судей, он боксирует зрелищно и энергозатратно. Ещё не уставшему мексиканцу удавалось избегать опасных ситуаций, но к концу 2-го раунда реакция у него снизилась, он стал хуже реагировать на выпады Торреса и пропускать. Муньос пытался финтить, но выносливость его уже не позволяла делать это эффективно, он начал пропускать по два-три удара подряд. Развязка случилась в третьем раунде, Муньос сразу начал пропускать, от недостатка сил не мог поднять руки и пропустил два тяжёлых боковых слева находясь у канатов. Рефери остановил бой, Муньос не протестовал.

#### Бой с Гуидо Вианелло
5 апреля 2025 года в Лас-Вегасе (США) промоутерская компания Top Rank свела двух своих тяжей в соглавном бою вечера. На кону боя стояло три второстепенных титула по линии IBF и WBO в тяжёлом весе. Торрес традиционно уже для себя навязал агрессивный темповой бокс итальянскому визави. Он пытался пройти на ближнюю к более рослому сопернику. Вианелло ничего не оставалось как клинчевать, за что начал получать предупреждения, которые вылились в снятие балла во второй раунде. Первая часть боя уверенно осталась за американцем. Отрезок с 5-го по 7-й раунды Вианелло смог взять, сократив вначале до минимума разницу в попаданиях, а потом даже выйдя вперёд по донесённым (публикуемая статистика после 6-7-го раундов). В конце 8-го раунда Вианелло пропустил мощный левый боковой его потрясший, на фоне усталости не смог восстановиться и проиграл последние отрезки. Судейский счёт единогласно составил: 97—92, 98—91, 98—91 в пользу Торреса.

## Статистика профессиональных боёв
В таблице перечислены результаты всех поединков боксёров.
В каждой строке указан результат поединка. Дополнительно номер поединка обозначен цветом, который обозначает итог поединка. Расшифровка обозначений и цветов представлена в нижеследующей таблице.
| Пример | Расшифровка                     |
| ------ | ------------------------------- |
|        | Победа                          |
|        | Ничья                           |
|        | Поражение                       |
|        | Планируемый поединок            |
|        | Поединок признан несостоявшимся |
| КО     | Нокаут                          |
| ТКО    | Технический нокаут              |
| PTS    | Решение судей (по очкам)        |
| UD     | Единогласное решение судей      |
| MD     | Решение большинства судей       |
| SD     | Раздельное решение судей        |
| RTD    | Отказ от продолжения боя        |
| DQ     | Дисквалификация                 |
| NC     | Поединок признан несостоявшимся |

| 13 поединков, 13 побед (11 нокаутом). | 13 поединков, 13 побед (11 нокаутом). | 13 поединков, 13 побед (11 нокаутом). | 13 поединков, 13 побед (11 нокаутом). | 13 поединков, 13 побед (11 нокаутом).                     | 13 поединков, 13 побед (11 нокаутом). | 13 поединков, 13 побед (11 нокаутом). |
| Бой                                   | Рекорд                                | Дата боя                              | Соперник                              | Место проведения боя                                      | Раундов, время                        | Дополнительно                         |
| ------------------------------------- | ------------------------------------- | ------------------------------------- | ------------------------------------- | --------------------------------------------------------- | ------------------------------------- | ------------------------------------- |
| 9                                     | 9-0                                   | 29 марта 2024                         | Дон Хэйнсворт (18-8-1)                | Pechanga Arena, Сан-Диего, Калифорния, США                | TKO 1 (8), 2:19                       |                                       |
| 8                                     | 8-0                                   | 9 декабря 2023                        | Кёртис Харпер (14-10)                 | Charles F. Dodge City Center, Пемброк-Пайнс, Флорида, США | TKO 8 (8), 2:03                       |                                       |
| 7                                     | 7-0                                   | 14 октября 2023                       | Тиррел Энтони Херндон (21-4)          | Fort Bend Epicenter, Розенберг, Техас, США                | TKO 2 (6), 1:26                       |                                       |
| 6                                     | 6-0                                   | 12 августа 2023                       | Уилли Джейк мл. (11-3-2)              | Desert Diamond Arena, Глендейл, Аризона, США              | TKO 1 (6), 1:22                       | Джейк дважды в нокдауне.              |
| 5                                     | 5-0                                   | 3 февраля 2023                        | Джеймс Брайант (6-2)                  | Desert Diamond Arena, Глендейл, Аризона, США              | RTD 1 (6), 3:00                       |                                       |
| 4                                     | 4-0                                   | 29 октября 2022                       | Ахмед Хефни (13-2)                    | Мэдисон-сквер-гарден, Манхэттен, Нью-Йорк, США            | TKO 3 (6), 2:32                       |                                       |
| 3                                     | 3-0                                   | 27 августа 2022                       | Марко Антонио Канедо (4-2)            | Hard Rock Hotel & Casino, Талса, Оклахома, США            | KO 1 (6), 0:44                        |                                       |
| 2                                     | 2-0                                   | 15 июля 2022                          | Роберто Завала мл. (2-1-1)            | Pechanga Resort & Casino, Темекьюла, Калифорния, США      | KO 1 (6), 0:58                        |                                       |
| 1                                     | 1-0                                   | 4 марта 2022                          | Аллен Мелсон (6-3)                    | Save Mart Arena, Фресно, Калифорния, США                  | KO 2 (6), 1:23                        | Дебют в профессиональном боксе.       |
| Бой                                   | Рекорд                                | Дата боя                              | Соперник                              | Место проведения боя                                      | Раундов, время                        | Дополнительно                         |